# Grosz nowy
Grosz nowy – saski bilonowy grosz bity w latach 1840–1873, będący równowartością 10 fenigów.